# Bryony Shaw
Bryony Elisabeth Shaw (* 28. April 1983 in London) ist eine britische Windsurferin.

## Erfolge
Bryony Shaw nahm an drei Olympischen Spielen teil. Bei den Olympischen Spielen 2008 in Peking belegte sie hinter Yin Jian und Alessandra Sensini den dritten Platz, womit sie die Bronzemedaille gewann. Vier Jahre darauf schloss sie die Windsurfregatta in London auf dem siebten Platz ab, 2016 in Rio de Janeiro wurde sie Neunte. 2013 in Búzios, 2015 in Mussanah und 2016 in Eilat wurde sie jeweils Vizeweltmeisterin, 2015 gewann sie den Titel bei der Europameisterschaft.